# Bulbophyllum oxycalyx
Bulbophyllum oxycalyx là một loài phong lan thuộc chi Bulbophyllum.